# Efecte hidròfob

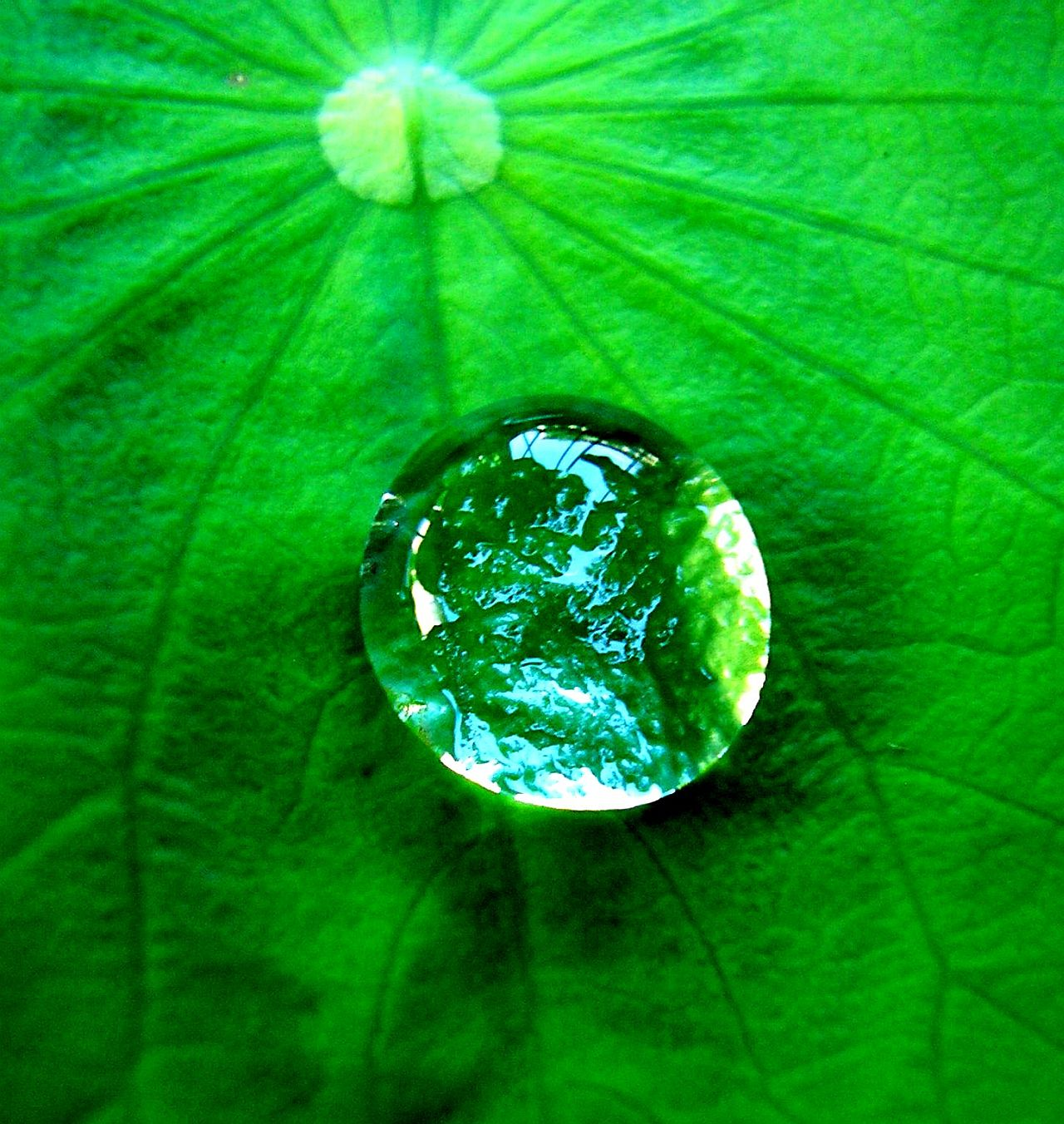
Una gota d'aigua adopta una forma esfèrica per minimitzar el contacte amb la fulla hidròfoba.

L'efecte hidròfob està basat fonamentalment en la tendència de les molècules d'aigua (polars) per excloure molècules no polars, la qual cosa porta a la separació de l'aigua i les substàncies no polars.
A nivell macroscòpic s'observa efecte hidrofòbic quan es barregen aigua i oli i formen capes separades. A nivell microscopic l'efecte hidrofòbic és important en el plegament de les proteïnes, en la formació de la bicapa lipídica, en la inserció de proteïnes de membrana en un entorn lipídic no polar i en la interacció entre proteïnes i molècules petites.